# Онайда 41
Онайда 41 (англ. Oneida 41 Indian Reserve) — индейская резервация ирокезоязычного племени онайда, расположенная в юго-западной части провинции Онтарио, Канада. На территории Канады онайда также проживают дисперсно и в резервации Сикс-Нейшенс.

## История
Родина народа онайда до появления европейцев простиралась от реки Святого Лаврентия на севере до реки Саскуэханна на территории современного американского штата Нью-Йорк. На востоке располагались земли мохоков, на западе — онондага. Во время периода переселения индейцев в 1830-х годах большая часть племени была вынуждена продать свои земли и переехать в Висконсин, часть онайда, принявших христианство, решила переселиться в 1840 году в Верхнюю Канаду на реку Темс. Прежде чем продать свои земли в штате Нью-Йорк, онайда запросили у британского правительства заверения, что если они переедут в Канаду, то будут защищены законами империи так же, как и белые люди. Вскоре после прибытия индейцы построили методистскую и англиканскую церкви.
В отличие от большинства индейских резерваций Канады, земля в Онайда 41 была приобретена индейцами за деньги, а не зарезервирована властями доминиона. Обстоятельства покупки и последующей сдачи земли привели к тому, что некоторые современные онайда заняли неоднозначную позицию относительно статуса общинных земель. Ряд жителей Онайда 41 возражают против термина резервация и предпочитают называть свою территорию поселением или общиной, утверждая, что земля является частной собственностью, купленной их предками, а не переданной по договору. Они также утверждают, что правительство не должно иметь над ними юрисдикции. Тем не менее, Онайда 41 классифицируется канадским федеральным правительством как индейская резервация.

## География
Резервация располагается на юго-западе Онтарио вдоль реки Темс, примерно в 18 км к северу от озера Эри и в 21 км к юго-западу от города Лондон, в графстве Мидлсекс. Общая площадь резервации составляет 22,14 км².

## Демография
В 2021 году на территории резервации проживало 1 343 человека, плотность населения составляла 60,66 чел./км².